# Edward Lawrie Tatum
Edward Lawrie Tatum (Boulder, Colorado, 14. prosinca, 1909. – 5. studenog, 1975., New York) bio je američki genetičar, koji je 1958.g. podijelio pola Nobelove nagrade za fiziologiju ili medicinu s George Wells Beadleom za otkriće kako geni kontroliraju pojedine korake metabolizma.  Te godine, drugu polovicu nagrade je dobio Joshua Lederberg.
Beadleov i Tatumov najvažniji pokus odnosio se na izlaganje plijesni (Neurospora crassa) x-zrakama, koje su izazvale mutacije. U nizu pokusa pokazali su da te mutacije uzrokuju promjene unutar određenih enzim u metaboličkim putevima. Ovi pokusi objavljeni 1941. doveli su do pretpostavke izravne povezanosti između gena i enzimskih reakcija, znane kao "jedan gen, jedan enzim". 

## Vanjske poveznice
- (engl.)Nobel - životopis